# Erodium flexuosum
Erodium flexuosum là một loài thực vật có hoa trong họ Mỏ hạc. Loài này được P.H.Davis & J.Roberts mô tả khoa học đầu tiên năm 1955.